# Šedý mor (obuv)
Šedý mor (oficiálně Stadionky) byl druh v Československu vyráběné obuvi z poloviny 50. let 20. století. Kotníkové gumové galoše s kožíškem a zipem byly zamýšleny jako přezůvky, které se navlékaly přes bačkory při špatném počasí (do deště, či bláta). Později byly nošeny i samostatně a některé druhy dostaly podpatek, některé se zapínaly na patent. Jejich přezdívka je odvozena od jejich nejčastěji šedé barvy. Stadionky se staly jedním z nejproslulejších československých módních hitů své doby. Ženy na ně byly ochotny stát dlouhé fronty. Mimo jiné oceňovaly, že se dovnitř vešla bačkora a nohy tak zůstaly v teple. Tehdy stály 55 korun.